# Јелена Нишавић
Јелена Нишавић (17. септембар 1980, Београд) је српска рукометашица која игра на позицији левог крила. Са рукометном репрезентацијом Србије освојила је сребрну медаљу на Светском првенству 2013, четврто место на Европском првенству 2012. и сребро на Медитеранским играма 2005.
У клупској каријери освојила је три првенства Србије и три купа.